# Giải quần vợt Wimbledon 2016
Giải Quần vợt Wimbledon 2016 là giải Grand Slam quần vợt được tổ chức tại Câu lạc bộ quần vợt và croquet sân cỏ toàn Anh ở Wimbledon, Luân Đôn, Vương quốc Anh từ ngày 27 tháng 6 đến ngày 10 tháng 7 năm 2016.
Đây là mùa giải lần thứ 130 trong lịch sử của giải, lần thứ 49 trong Kỷ nguyên Mở và là giải Grand Slam lần thứ ba trong năm 2016, thi đấu trên sân cỏ và là một phần trong hệ thống các giải ATP World Tour, WTA Tour 2016, ITF Junior tour và NEC Tour. Giải đấu được tổ chức bởi Câu lạc bộ quần vợt sân cỏ toàn Anh và Liên đoàn quần vợt Quốc tế.

## Giải đấu

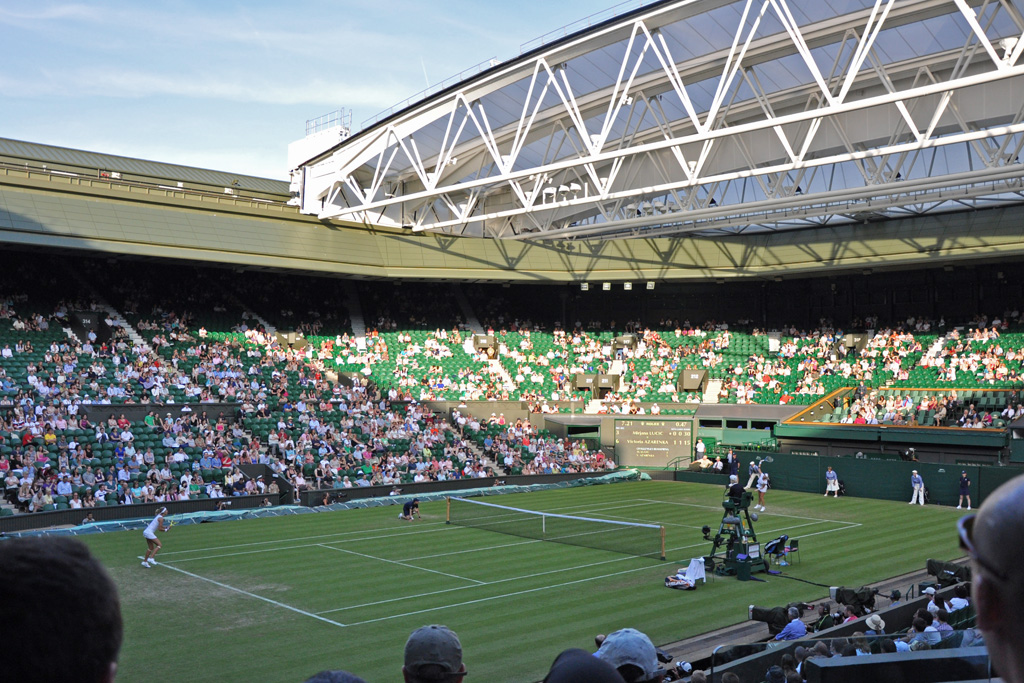
Sân quần vợt trung tâm, nơi diễn ra trận chung kết của Wimbledon.

Giải quần vợt Wimbledon 2016 là mùa giải lần thứ 130 và được tổ chức tại Câu lạc bộ quần vợt và croquet sân cỏ toàn Anh ở Luân Đôn.
Giải đấu được Liên đoàn quần vợt quốc tế (ITF) tổ chức và nằm trong lịch thi đấu của các giải ATP World Tour 2016 và WTA Tour 2016 ở hạng mục giải Grand Slam. Các nội dung của giải bao gồm nội dung cho nam (đơn và đôi), nữ (đơn và đôi), đôi hỗn hợp, nam trẻ (dưới 18 – đơn và đôi) và nữ trẻ (dưới 18 – đơn và đôi). Nội dung trẻ là một phần trong hạng mục các giải đấu hạng A dành cho lứa tuổi dưới 18. Các nội dung quần vợt xe lăn đôi nam nữ nằm trong hạng mục Grand Slam của NEC tour. Đây là lần đầu tiên trong lịch sử giải đấu, các nội dung quần vợt xe lăn đơn nam và đơn nữ được thi đấu. Giải đấu chỉ diễn ra trên mặt sân cỏ ở tất cả các sân đấu của Câu lạc bộ quần vợt và croquet sân cỏ toàn Anh, gồm 4 sân đấu chính: Sân trung tâm, Sân 1, Sân 2 và Sân 3.

## Hạt giống
The seeds for the 2016 Wimbledon Championships were announced on Wednesday, ngày 22 tháng 6 năm 2016.

### Đơn nam
Xếp hạng và điểm sau khi thi đấu được biết vào ngày 27 tháng 6 năm 2016.
| Hạt giống | Xếp hạng | Tay vợt               | Điểm trước thi đấu | Điểm cần bảo vệ | Điểm giành được | Điểm sau thi đấu | Thức trạng                                       |
| --------- | -------- | --------------------- | ------------------ | --------------- | --------------- | ---------------- | ------------------------------------------------ |
| 1         | 1        | Novak Djokovic        | 16,950             | 2,000           | 90              | 15,040           | Vòng ba thua Sam Querrey [28]                    |
| 2         | 2        | Andy Murray           | 8,915              | 720             | 2,000           | 10,195           | Vô địch, đánh bại Milos Raonic [6]               |
| 3         | 3        | Roger Federer         | 6,425              | 1,200           | 720             | 5,945            | Bán kết thua Milos Raonic [6]                    |
| 4         | 5        | Stan Wawrinka         | 5,035              | 360             | 45              | 4,720            | Vòng hai thua Juan Martín del Potro [PR]         |
| 5         | 6        | Kei Nishikori         | 4,155              | 45              | 180             | 4,290            | Vòng bốn bỏ cuộc đối thủ Marin Čilić [9]         |
| 6         | 7        | Milos Raonic          | 3,175              | 90              | 1,200           | 4,285            | Về nhì, thua Andy Murray [2]                     |
| 7         | 10       | Richard Gasquet       | 2,905              | 720             | 180             | 2,365            | Vòng bốn bỏ cuộc đối thủ Jo-Wilfried Tsonga [12] |
| 8         | 8        | Dominic Thiem         | 3,175              | 45              | 45              | 3,175            | Vòng hai thua Jiří Veselý                        |
| 9         | 13       | Marin Čilić           | 2,695              | 360             | 360             | 2,695            | Tứ kết thua Roger Federer [3]                    |
| 10        | 9        | Tomáš Berdych         | 2,950              | 180             | 720             | 3,490            | Bán kết thua Andy Murray [2]                     |
| 11        | 11       | David Goffin          | 2,780              | 180             | 180             | 2,780            | Fourth round lost to Milos Raonic [6]            |
| 12        | 12       | Jo-Wilfried Tsonga    | 2,725              | 90              | 360             | 2,995            | Quarterfinals lost to Andy Murray [2]            |
| 13        | 14       | David Ferrer          | 2,605              | 0               | 45              | 2,650            | Second round lost to Nicolas Mahut               |
| 14        | 15       | Roberto Bautista Agut | 2,150              | 180             | 90              | 2,060            | Third round lost to Bernard Tomic [19]           |
| 15        | 18       | Nick Kyrgios          | 1,855              | 180             | 180             | 1,855            | Fourth round lost to Andy Murray [2]             |
| 16        | 20       | Gilles Simon          | 1,720              | 360             | 45              | 1,405            | Second round lost to Grigor Dimitrov             |
| 17        | 16       | Gaël Monfils          | 2,110              | 90              | 10              | 2,030            | First round lost to Jérémy Chardy                |
| 18        | 17       | John Isner            | 2,055              | 90              | 90              | 2,055            | Third round lost Jo-Wilfried Tsonga [12]         |
| 19        | 19       | Bernard Tomic         | 1,760              | 90              | 180             | 1,850            | Fourth round lost to Lucas Pouille [32]          |
| 20        | 25       | Kevin Anderson        | 1,505              | 180             | 10              | 1,335            | First round lost to Denis Istomin                |
| 21        | 22       | Philipp Kohlschreiber | 1,600              | 10              | 10              | 1,600            | First round lost to Pierre-Hugues Herbert        |
| 22        | 21       | Feliciano López       | 1,630              | 45              | 90              | 1,675            | Third round lost to Nick Kyrgios [15]            |
| 23        | 32       | Ivo Karlović          | 1,270              | 180             | 45              | 1,135            | Second round lost to Lukáš Lacko [Q]             |
| 24        | 28       | Alexander Zverev      | 1,385              | 45              | 90              | 1,430            | Third round lost to Tomáš Berdych [10]           |
| 25        | 27       | Viktor Troicki        | 1,405              | 180             | 45              | 1,270            | Second round lost to Albert Ramos Viñolas        |
| 26        | 23       | Benoît Paire          | 1,596              | 45              | 45              | 1,596            | Second round lost to John Millman                |
| 27        | 26       | Jack Sock             | 1,415              | 10              | 90              | 1,495            | Vòng ba thua Milos Raonic [6]                    |
| 28        | 41       | Sam Querrey           | 1,075              | 45              | 360             | 1,390            | Tứ kết thua Milos Raonic [6]                     |
| 29        | 24       | Pablo Cuevas          | 1,555              | 10              | 10              | 1,555            | Vòng một thua Andrey Kuznetsov                   |
| 30        | 33       | Alexandr Dolgopolov   | 1,215              | 45              | 45              | 1,215            | Vòng hai thua Daniel Evans                       |
| 31        | 31       | João Sousa            | 1,275              | 10              | 90              | 1,355            | Vòng ba thua Jiří Veselý                         |
| 32        | 30       | Lucas Pouille         | 1,311              | 10              | 360             | 1,661            | Tứ kết thua Tomáš Berdych [10]                   |

#### Tay vợt không tham dự
| Xếp hạng | Tay vợt      | Điểm trước thi đấu | Điểm cần bảo vệ | Điểm giành được | Điểm sau thi đấu | Lý do chấn thương  |
| -------- | ------------ | ------------------ | --------------- | --------------- | ---------------- | ------------------ |
| 4        | Rafael Nadal | 5,335              | 45              | 0               | 5,290            | Chấn thương cổ tay |

### Đơn nữ
The seeds for ladies' singles are based on the WTA rankings as of ngày 20 tháng 6 năm 2016. Rank and points before are as of ngày 27 tháng 6 năm 2016.
| Hạt giống | Xếp hạng | Tay vợt                  | Điểm trước thi đấu | Điểm cần bảo vệ | Điểm giành được | Điểm sau thi đấu | Thức trạng                                         |
| --------- | -------- | ------------------------ | ------------------ | --------------- | --------------- | ---------------- | -------------------------------------------------- |
| 1         | 1        | Serena Williams          | 8,330              | 2,000           | 2,000           | 8,330            | Vô địch, đánh bại Angelique Kerber [4]             |
| 2         | 2        | Garbiñe Muguruza         | 6,712              | 1,300           | 70              | 5,482            | Second round lost to Jana Čepelová [Q]             |
| 3         | 3        | Agnieszka Radwańska      | 5,875              | 780             | 240             | 5,355            | Fourth round lost to Dominika Cibulková [19]       |
| 4         | 4        | Angelique Kerber         | 5,330              | 130             | 1,300           | 6,500            | Runner-up, lost to Serena Williams [1]             |
| 5         | 5        | Simona Halep             | 4,372              | 10              | 430             | 4,792            | Quarterfinals lost to Angelique Kerber [4]         |
| 6         | 7        | Roberta Vinci            | 3,405              | 10              | 130             | 3,525            | Third round lost to Coco Vandeweghe [27]           |
| 7         | 13       | Belinda Bencic           | 2,775              | 240             | 70              | 2,605            | Second round retired against Julia Boserup [Q]     |
| 8         | 8        | Venus Williams           | 3,116              | 240             | 780             | 3,656            | Semifinals lost to Angelique Kerber [4]            |
| 9         | 9        | Madison Keys             | 3,061              | 430             | 240             | 2,871            | Fourth round lost to Simona Halep [5]              |
| 10        | 10       | Petra Kvitová            | 2,876              | 130             | 70              | 2,816            | Second round lost to Ekaterina Makarova            |
| 11        | 11       | Timea Bacsinszky         | 2,800              | 430             | 130             | 2,500            | Third round lost to Anastasia Pavlyuchenkova [21]  |
| 12        | 12       | Carla Suárez Navarro     | 2,780              | 10              | 240             | 3,010            | Fourth round lost to Venus Williams [8]            |
| 13        | 14       | Svetlana Kuznetsova      | 2,730              | 70              | 240             | 2,900            | Fourth round lost to Serena Williams [1]           |
| 14        | 16       | Samantha Stosur          | 2,700              | 130             | 70              | 2,640            | Second round lost to Sabine Lisicki                |
| 15        | 17       | Karolína Plíšková        | 2,540              | 70              | 70              | 2,540            | Second round lost to Misaki Doi                    |
| 16        | 19       | Johanna Konta            | 2,330              | 10              | 70              | 2,390            | Second round lost to Eugenie Bouchard              |
| 17        | 20       | Elina Svitolina          | 2,226              | 70              | 70              | 2,226            | Second round lost to Yaroslava Shvedova            |
| 18        | 22       | Sloane Stephens          | 1,995              | 130             | 130             | 1,995            | Third round lost to Svetlana Kuznetsova [13]       |
| 19        | 18       | Dominika Cibulková       | 2,541              | 10 (+90)        | 430             | 2,871            | Quarterfinals lost to Elena Vesnina                |
| 20        | 21       | Sara Errani              | 2,030              | 70              | 70              | 2,030            | Second round lost to Alizé Cornet                  |
| 21        | 23       | Anastasia Pavlyuchenkova | 1,960              | 70              | 430             | 2,320            | Quarterfinals lost to Serena Williams [1]          |
| 22        | 24       | Jelena Janković          | 1,940              | 240             | 70              | 1,770            | Second round lost to Marina Erakovic [Q]           |
| 23        | 25       | Ana Ivanovic             | 1,915              | 70              | 10              | 1,855            | First round lost to Ekaterina Alexandrova [Q]      |
| 24        | 26       | Barbora Strýcová         | 1,885              | 10              | 130             | 2,005            | Third round lost to Ekaterina Makarova             |
| 25        | 27       | Irina-Camelia Begu       | 1,765              | 130             | 10              | 1,645            | First round lost to Carina Witthöft                |
| 26        | 28       | Kiki Bertens             | 1,729              | 10              | 130             | 1,849            | Third round lost to Simona Halep [5]               |
| 27        | 30       | Coco Vandeweghe          | 1,652              | 430             | 240             | 1,462            | Fourth round lost to Anastasia Pavlyuchenkova [21] |
| 28        | 29       | Lucie Šafářová           | 1,673              | 240             | 240             | 1,673            | Fourth round lost to Yaroslava Shvedova            |
| 29        | 33       | Daria Kasatkina          | 1,586              | (13)            | 130             | 1,703            | Third round lost to Venus Williams [8]             |
| 30        | 31       | Caroline Garcia          | 1,585              | 10              | 70              | 1,645            | Second round lost to Kateřina Siniaková            |
| 31        | 32       | Kristina Mladenovic      | 1,585              | 130             | 10              | 1,465            | First round lost to Aliaksandra Sasnovich          |
| 32        | 38       | Andrea Petkovic          | 1,440              | 130             | 70              | 1,380            | Second round lost to Elena Vesnina                 |

#### Withdrawn players
| Rank | Player            | Points before | Points defending | Points won | Points after | Withdrawal reason      |
| ---- | ----------------- | ------------- | ---------------- | ---------- | ------------ | ---------------------- |
| 6    | Victoria Azarenka | 4,191         | 430              | 0          | 3,761        | Right knee injury      |
| 15   | Flavia Pennetta   | 2,722         | 10               | 0          | 2,712        | Retirement             |
| 35   | Maria Sharapova   | 1,471         | 780              | 0          | 691          | Provisional suspension |

## Cách tính điểm và cơ cấu giải thưởng

### Cách tính điểm
Dưới đây trình bày cách tính điểm cho các hạng mục của cuộc thi

#### Điểm hạng mục chính
| Nội dung | W    | F    | SF  | QF  | Vòng 16 | Vòng 32 | Vòng 64 | Vòng 128 | Q  | Q3 | Q2 | Q1 |
| Đơn nam  | 2000 | 1200 | 720 | 360 | 180     | 90      | 45      | 10       | 25 | 16 | 8  | 0  |
| Đôi nam  | 2000 | 1200 | 720 | 360 | 180     | 90      | 0       | —        | —  | —  | —  | —  |
| Đơn nữ   | 2000 | 1300 | 780 | 430 | 240     | 130     | 70      | 10       | 40 | 30 | 20 | 2  |
| Đôi nữ   | 2000 | 1300 | 780 | 430 | 240     | 130     | 10      | —        | —  | —  | —  | —  |

| Nội dung | W   | F   | 3   | 4   |
| Đơn      | 800 | 500 | 375 | 100 |
| Đôi      | 800 | 500 | 100 | —   |

| Nội dung | W   | F   | SF  | QF  | Vòng 16 | Vòng 32 | Q  | Q2 | Q1 |
| Đơn nam  | 375 | 270 | 180 | 120 | 75      | 30      | 25 | 20 | 0  |
| Đơn nữ   | 375 | 270 | 180 | 120 | 75      | 30      | 25 | 20 | 0  |
| Đôi nam  | 270 | 180 | 120 | 75  | 45      | —       | —  | —  | —  |
| Đôi nữ   | 270 | 180 | 120 | 75  | 45      | —       | —  | —  | —  |

### Giá trị giải thưởng
Tổng giá trị giải thưởng của giải năm nay là 28,1 triệu bảng Anh, tăng 5 % so với giải năm trước. Các nhà vô địch nội dung đơn nam và đơn nữ nhận được giải thưởng 2 triệu bảng, tăng 120.000 bảng so với năm trước. Phần thưởng cho các nội dung đôi nam, đôi nữ và hạng mục người khuyết tật cũng tăng lên trong giải năm nay.
| Nội dung              | W          | F          | SF       | QF       | Vòng 16  | Vòng 32 | Vòng 64 | Vòng 128 | Q3      | Q2     | Q1     |
| Đơn                   | £2.000.000 | £1.000.000 | £500.000 | £250.000 | £130.000 | £80.000 | £50.000 | £30.000  | £15.000 | £7.500 | £3.750 |
| Đôi*                  | £350.000   | £175.000   | £88.000  | £44.000  | £23.250  | £14.250 | £9.250  | —        | —       | —      | —      |
| Đôi hỗn hợp*          | £100.000   | £50.000    | £25.000  | £12.000  | £6.000   | £3.000  | £1.500  | —        | —       | —      | —      |
| Đơn người khuyết tật  | £25.000    | £12.500    | £8.000   | £5.375   | —        | —       | —       | —        | —       | —      | —      |
| Đôi người khuyết tật* | £12.000    | £6.000     | £3.500   | —        | —        | —       | —       | —        | —       | —      | —      |
| Đôi khách mời         | £22.000    | £19.000    | £16.000  | £16.000  | £16.000  | —       | —       | —        | —       | —      | —      |

* theo đội

## Diễn biến theo ngày

### Ngày 1 (27 tháng 6)
- Các hạt giống bị loại:
  - Đơn nam:  Gaël Monfils [17],  Kevin Anderson [20],  Philipp Kohlschreiber [21],  Pablo Cuevas [29]
  - Đơn nữ:  Ana Ivanovic [23],  Irina-Camelia Begu [25]
- Lịch thi đấu Lưu trữ ngày 8 tháng 7 năm 2016 tại Wayback Machine

| Các trận đấu tại các sân chính | Các trận đấu tại các sân chính | Các trận đấu tại các sân chính | Các trận đấu tại các sân chính |
| Trận đấu tại Sân Trung tâm     | Trận đấu tại Sân Trung tâm     | Trận đấu tại Sân Trung tâm     | Trận đấu tại Sân Trung tâm     |
| Nội dung                       | Thắng                          | Thua                           | Tỷ số                          |
| ------------------------------ | ------------------------------ | ------------------------------ | ------------------------------ |
| Vòng 1 đơn nam                 | Novak Djokovic [1]             | James Ward [WC]                | 6–0, 7–6(7–3), 6–4             |
| Vòng 1 đơn nữ                  | Garbiñe Muguruza [2]           | Camila Giorgi                  | 6–2, 5–7, 6–4                  |
| Vòng 1 đơn nam                 | Roger Federer [3]              | Guido Pella                    | 7–6(7–5), 7–6(7–3), 6–3        |
| Trận đấu tại Sân số 1          |                                |                                |                                |
| Nội dung                       | Thắng                          | Thua                           | Tỷ số                          |
| Vòng 1 đơn nữ                  | Venus Williams [8]             | Donna Vekić                    | 7–6(7–3), 6–4                  |
| Vòng 1 đơn nam                 | Kei Nishikori [5]              | Sam Groth                      | 6–4, 6–3, 7–5                  |
| Vòng 1 đơn nữ                  | Angelique Kerber [4]           | Laura Robson [WC]              | 6–2, 6–2                       |
| Trận đấu tại Sân số 2          |                                |                                |                                |
| Nội dung                       | Thắng                          | Thua                           | Tỷ số                          |
| Vòng 1 đơn nam                 | Adrian Mannarino               | Kyle Edmund                    | 6–2, 7–5, 6–4                  |
| Vòng 1 đơn nữ                  | Madison Keys [9]               | Laura Siegemund                | 6–3, 6–1                       |
| Vòng 1 đơn nam                 | Milos Raonic [6]               | Pablo Carreño Busta            | 7–6(7–4), 6–2, 6–4             |
| Vòng 1 đơn nữ                  | Simona Halep [5]               | Anna Karolína Schmiedlová      | 6–4, 6–1                       |
| Vòng 1 đơn nữ                  | Karolína Plíšková [15]         | Yanina Wickmayer               | 6–2, 0–6, 8–6                  |
| Trận đấu tại Sân số 3          |                                |                                |                                |
| Nội dung                       | Thắng                          | Thua                           | Tỷ số                          |
| Vòng 1 đơn nữ                  | Samantha Stosur [14]           | Magda Linette                  | 7–5, 6–3                       |
| Vòng 1 đơn nam                 | David Ferrer [13]              | Dudi Sela                      | 6–2, 6–1, 6–1                  |
| Vòng 1 đơn nam                 | David Goffin [11]              | Alexander Ward [WC]            | 6–2, 6–3, 6–2                  |
| Vòng 1 đơn nữ                  | Elina Svitolina [17]           | Naomi Broady                   | 6–2, 6–3                       |
| Vòng 1 đơn nữ                  | Kiki Bertens [26]              | Jeļena Ostapenko               | 6–3, 6–2                       |
| Vòng 1 đơn nữ                  | Jelena Janković [22]           | Stefanie Vögele                | 6–2, 6–2                       |

### Ngày 2 (28 tháng 6)
- Lịch thi đấu Lưu trữ ngày 8 tháng 7 năm 2016 tại Wayback Machine

| Các trận đấu tại các sân chính | Các trận đấu tại các sân chính           | Các trận đấu tại các sân chính           | Các trận đấu tại các sân chính |
| Trận đấu tại Sân Trung tâm     | Trận đấu tại Sân Trung tâm               | Trận đấu tại Sân Trung tâm               | Trận đấu tại Sân Trung tâm     |
| Nội dung                       | Thắng                                    | Thua                                     | Tỷ số                          |
| ------------------------------ | ---------------------------------------- | ---------------------------------------- | ------------------------------ |
| Vòng 1 đơn nữ                  | Serena Williams [1]                      | Amra Sadiković [Q]                       | 6–2, 6–4                       |
| Vòng 1 đơn nam                 | Andy Murray [2]                          | Liam Broady [WC]                         | 6–2, 6–3, 6–4                  |
| Vòng 1 đơn nữ                  | Svetlana Kuznetsova [13]                 | Caroline Wozniacki                       | 7–5, 6–4                       |
| Vòng 1 đơn nữ                  | Coco Vandeweghe [27]                     | Kateryna Bondarenko                      | 6–2, 7–6(7–3)                  |
| Trận đấu tại Sân số 1          |                                          |                                          |                                |
| Nội dung                       | Thắng                                    | Thua                                     | Tỷ số                          |
| Vòng 1 đơn nam                 | Stan Wawrinka [4]                        | Taylor Fritz                             | 7–6(7–4), 6–1, 6–7(2–7), 6–4   |
| Vòng 1 đơn nữ                  | Mónica Puig với Johanna Konta [16]       | Mónica Puig với Johanna Konta [16]       | 1–6, 1–2, hoãn                 |
| Trận đấu tại Sân số 2          |                                          |                                          |                                |
| Nội dung                       | Thắng                                    | Thua                                     | Tỷ số                          |
| Vòng 1 đơn nam                 | Nick Kyrgios [15]                        | Radek Štěpánek [WC]                      | 6–4, 6–3, 6–7(9–11), 6–1       |
| Vòng 1 đơn nam                 | Fernando Verdasco với Bernard Tomic [19] | Fernando Verdasco với Bernard Tomic [19] | 6–4, 3–6, 3–6, 6–3, hoãn       |
| Trận đấu tại Sân số 3          |                                          |                                          |                                |
| Nội dung                       | Thắng                                    | Thua                                     | Tỷ số                          |
| Vòng 1 đơn nam                 | Richard Gasquet [7]                      | Aljaž Bedene                             | 6–3, 6–4, 6–3                  |
| Vòng 1 đơn nữ                  | Roberta Vinci [6]                        | Alison Riske                             | 6–2, 5–7, 6–3                  |
| Vòng 1 đơn nam                 | Dominic Thiem [8] với Florian Mayer [PR] | Dominic Thiem [8] với Florian Mayer [PR] | 1–2, hoãn                      |

### Ngày 3 (29 tháng 6)
- Các hạt giống bị loại:
  - Đơn nam:
  - Đơn nữ:
  - Đôi nam:
  - Đôi nữ:
- Lịch thi đấu Lưu trữ ngày 8 tháng 7 năm 2016 tại Wayback Machine

| Các trận đấu tại các sân chính | Các trận đấu tại các sân chính               | Các trận đấu tại các sân chính               | Các trận đấu tại các sân chính         |
| Trận đấu tại Sân Trung tâm     | Trận đấu tại Sân Trung tâm                   | Trận đấu tại Sân Trung tâm                   | Trận đấu tại Sân Trung tâm             |
| Nội dung                       | Thắng                                        | Thua                                         | Tỷ số                                  |
| ------------------------------ | -------------------------------------------- | -------------------------------------------- | -------------------------------------- |
| Vòng 1 đơn nữ                  | Agnieszka Radwańska [3] với Kateryna Kozlova | Agnieszka Radwańska [3] với Kateryna Kozlova |                                        |
| Vòng 2 đơn nam                 | Novak Djokovic [1] với Adrian Mannarino      | Novak Djokovic [1] với Adrian Mannarino      |                                        |
| Vòng 2 đơn nam                 | Roger Federer [3] với Marcus Willis [Q]      | Roger Federer [3] với Marcus Willis [Q]      |                                        |
| Trận đấu tại Sân số 1          |                                              |                                              |                                        |
| Nội dung                       | Thắng                                        | Thua                                         | Tỷ số                                  |
| Vòng 1 đơn nữ                  | Mónica Puig với Johanna Konta [16]           | Mónica Puig với Johanna Konta [16]           | Kết thúc trận trước 1–6, 1–2           |
| Vòng 2 đơn nam                 | Grigor Dimitrov với Gilles Simon [16]        | Grigor Dimitrov với Gilles Simon [16]        |                                        |
| Vòng 2 đơn nam                 | Andreas Seppi với Milos Raonic [6]           | Andreas Seppi với Milos Raonic [6]           |                                        |
| Trận đấu tại Sân số 2          |                                              |                                              |                                        |
| Nội dung                       | Thắng                                        | Thua                                         | Tỷ số                                  |
| Vòng 1 đơn nam                 | Fernando Verdasco với Bernard Tomic [19]     | Fernando Verdasco với Bernard Tomic [19]     | Kết thúc trận trước 6–4, 3–6, 3–6, 6–3 |
| Vòng 2 đơn nam                 | Daniel Evans với Alexandr Dolgopolov [30]    | Daniel Evans với Alexandr Dolgopolov [30]    |                                        |
| Vòng 2 đơn nữ                  | Simona Halep [5] với Francesca Schiavone     | Simona Halep [5] với Francesca Schiavone     |                                        |
| Vòng 2 đơn nữ                  | Jana Čepelová [Q] với Garbiñe Muguruza [2]   | Jana Čepelová [Q] với Garbiñe Muguruza [2]   |                                        |
| Trận đấu tại Sân số 3          |                                              |                                              |                                        |
| Nội dung                       | Thắng                                        | Thua                                         | Tỷ số                                  |
| Vòng 1 đơn nam                 | Dominic Thiem [8] với Florian Mayer [PR]     | Dominic Thiem [8] với Florian Mayer [PR]     | Kết thúc trận trước 1–2                |
| Vòng 1 đơn nữ                  | Tsvetana Pironkova với Belinda Bencic [7]    | Tsvetana Pironkova với Belinda Bencic [7]    |                                        |
| Vòng 2 đơn nam                 | Marin Čilić [9] với Sergiy Stakhovsky        | Marin Čilić [9] với Sergiy Stakhovsky        |                                        |
| Vòng 2 đơn nữ                  | Venus Williams [6] với Maria Sakkari [Q]     | Venus Williams [6] với Maria Sakkari [Q]     |                                        |

## Đơn
Đơn nam
| Vô địch                    | Vô địch                  | Về nhì                     | Về nhì                     |
| -------------------------- | ------------------------ | -------------------------- | -------------------------- |
| Andy Murray [2]            | Andy Murray [2]          | Milos Raonic [6]           | Milos Raonic [6]           |
| Semifinals out             |                          |                            |                            |
| Roger Federer [3]          | Roger Federer [3]        | Tomáš Berdych [10]         | Tomáš Berdych [10]         |
| Quarterfinals out          |                          |                            |                            |
| Sam Querrey [28]           | Marin Čilić [9]          | Jo-Wilfried Tsonga [12]    | Lucas Pouille [32]         |
| 4th round out              |                          |                            |                            |
| Nicolas Mahut              | David Goffin [11]        | Steve Johnson              | Kei Nishikori [5]          |
| Jiří Veselý                | Bernard Tomic [19]       | Richard Gasquet [7]        | Nick Kyrgios [15]          |
| 3rd round out              |                          |                            |                            |
| Novak Djokovic [1]         | Pierre-Hugues Herbert    | Denis Istomin              | Jack Sock [27]             |
| Daniel Evans               | Grigor Dimitrov          | Lukáš Lacko (Q)            | Andrey Kuznetsov           |
| João Sousa [31]            | Alexander Zverev [24]    | Roberto Bautista Agut [14] | Juan Martín del Potro (PR) |
| Albert Ramos               | John Isner [18]          | Feliciano López [22]       | John Millman               |
| 2nd round out              |                          |                            |                            |
| Adrian Mannarino           | Thomaz Bellucci          | Damir Džumhur              | David Ferrer [13]          |
| Édouard Roger-Vasselin (Q) | Nicolás Almagro          | Robin Haase                | Andreas Seppi              |
| Marcus Willis (Q)          | Alexandr Dolgopolov [30] | Jérémy Chardy              | Gilles Simon [16]          |
| Sergiy Stakhovsky          | Ivo Karlović [23]        | Gilles Müller              | Julien Benneteau (PR)      |
| Dominic Thiem [8]          | Dennis Novikov (Q)       | Mikhail Youzhny            | Benjamin Becker            |
| Mikhail Kukushkin          | Radu Albot (Q)           | Donald Young               | Stan Wawrinka [4]          |
| Marcel Granollers          | Viktor Troicki [25]      | Matthew Barton (Q)         | Juan Mónaco                |
| Dustin Brown (WC)          | Fabio Fognini            | Benoît Paire [26]          | Lu Yen-hsun (PR)           |
| 1st round out              |                          |                            |                            |
| James Ward (WC)            | Kyle Edmund              | Ruben Bemelmans            | Lukáš Rosol                |
| Philipp Kohlschreiber [21] | Denis Kudla              | Brydan Klein (WC)          | Dudi Sela                  |
| Alexander Ward (WC)        | Teymuraz Gabashvili      | Rogério Dutra Silva        | Kevin Anderson [20]        |
| Ernests Gulbis             | Diego Schwartzman        | Guillermo García-López     | Pablo Carreño Busta        |
| Guido Pella                | Ričardas Berankis        | Jan-Lennard Struff         | Evgeny Donskoy             |
| Gaël Monfils [17]          | Malek Jaziri             | Bjorn Fratangelo (Q)       | Janko Tipsarević (PR)      |
| Brian Baker (PR)           | Yoshihito Nishioka (Q)   | Paolo Lorenzi              | Borna Ćorić                |
| Pablo Cuevas [29]          | Santiago Giraldo         | Illya Marchenko            | Sam Groth                  |
| Florian Mayer (PR)         | Igor Sijsling (Q)        | Luke Saville (Q)           | Dmitry Tursunov (PR)       |
| Paul-Henri Mathieu         | Horacio Zeballos         | Facundo Bagnis             | Ivan Dodig                 |
| Jordan Thompson            | Martin Kližan            | Gastão Elias               | Fernando Verdasco          |
| Marius Copil (Q)           | Leonardo Mayer           | Stéphane Robert            | Taylor Fritz               |
| Aljaž Bedene               | Víctor Estrella Burgos   | Vasek Pospisil             | Tristan Lamasine (Q)       |
| Marcos Baghdatis           | Albano Olivetti (Q)      | Taro Daniel                | Íñigo Cervantes            |
| Radek Štěpánek (WC)        | Dušan Lajović            | Federico Delbonis          | Rajeev Ram                 |
| Franko Škugor (Q)          | Albert Montañés          | Alexander Kudryavtsev (Q)  | Liam Broady (WC)           |

Đơn nữ
| Champion                      | Champion                  | Runner-up                 | Runner-up                |
| ----------------------------- | ------------------------- | ------------------------- | ------------------------ |
| Serena Williams [1]           | Serena Williams [1]       | Angelique Kerber [4]      | Angelique Kerber [4]     |
| Semifinals out                |                           |                           |                          |
| Elena Vesnina                 | Elena Vesnina             | Venus Williams [8]        | Venus Williams [8]       |
| Quarterfinals out             |                           |                           |                          |
| Anastasia Pavlyuchenkova [21] | Dominika Cibulková [19]   | Simona Halep [5]          | Yaroslava Shvedova       |
| 4th round out                 |                           |                           |                          |
| Svetlana Kuznetsova [13]      | Coco Vandeweghe [27]      | Agnieszka Radwańska [3]   | Ekaterina Makarova       |
| Madison Keys [9]              | Misaki Doi                | Carla Suárez Navarro [12] | Lucie Šafářová [28]      |
| 3rd round out                 |                           |                           |                          |
| Annika Beck                   | Sloane Stephens [18]      | Timea Bacsinszky [11]     | Roberta Vinci [6]        |
| Kateřina Siniaková            | Eugenie Bouchard          | Barbora Strýcová [24]     | Julia Boserup (Q)        |
| Kiki Bertens [26]             | Alizé Cornet              | Anna-Lena Friedsam        | Carina Witthöft          |
| Daria Kasatkina [29]          | Marina Erakovic (Q)       | Sabine Lisicki            | Jana Čepelová (Q)        |
| 2nd round out                 |                           |                           |                          |
| Christina McHale              | Aliaksandra Sasnovich     | Mandy Minella (Q)         | Tara Moore (WC)          |
| Monica Niculescu              | Yulia Putintseva          | Tímea Babos               | Duan Yingying (LL)       |
| Ana Konjuh                    | Caroline Garcia [30]      | Daria Gavrilova           | Johanna Konta [16]       |
| Petra Kvitová [10]            | Evgeniya Rodina (WC)      | Andrea Petkovic [32]      | Belinda Bencic [7]       |
| Francesca Schiavone           | Mona Barthel              | Sara Errani [20]          | Kirsten Flipkens         |
| Karolína Plíšková [15]        | Ekaterina Alexandrova (Q) | Kurumi Nara               | Varvara Lepchenko        |
| Maria Sakkari (Q)             | Lara Arruabarrena         | Jelena Janković [22]      | Denisa Allertová         |
| Samantha Stosur [14]          | Elina Svitolina [17]      | Samantha Crawford         | Garbiñe Muguruza [2]     |
| 1st round out                 |                           |                           |                          |
| Amra Sadiković (Q)            | Daniela Hantuchová (WC)   | Heather Watson            | Kristina Mladenovic [31] |
| Peng Shuai (PR)               | Anna Tatishvili           | Alison Van Uytvanck       | Caroline Wozniacki       |
| Luksika Kumkhum (Q)           | Aleksandra Krunić (Q)     | Marina Melnikova (WC)     | Hsieh Su-wei             |
| Kateryna Bondarenko           | Katie Swan (WC)           | Kristýna Plíšková         | Alison Riske             |
| Kateryna Kozlova              | Karin Knapp               | Pauline Parmentier        | Çağla Büyükakçay         |
| Mirjana Lučić-Baroni          | Wang Qiang                | Magdaléna Rybáriková      | Mónica Puig              |
| Sorana Cîrstea                | Johanna Larsson           | Lesia Tsurenko            | Anett Kontaveit          |
| Nao Hibino                    | Tamira Paszek (Q)         | Tatjana Maria (Q)         | Tsvetana Pironkova       |
| Anna Karolína Schmiedlová     | Anastasija Sevastova      | Danka Kovinić             | Jeļena Ostapenko         |
| Patricia Maria Țig            | Polona Hercog             | Nicole Gibbs              | Laura Siegemund          |
| Yanina Wickmayer              | Louisa Chirico            | Zarina Diyas              | Ana Ivanovic [23]        |
| Irina-Camelia Begu [25]       | Madison Brengle           | Teliana Pereira           | Laura Robson (WC)        |
| Donna Vekić                   | Zheng Saisai              | Olga Govortsova           | Victoria Duval (PR)      |
| Stefanie Vögele               | Irina Falconi             | Margarita Gasparyan       | Zhang Shuai              |
| Magda Linette                 | Shelby Rogers             | Julia Görges              | Naomi Broady             |
| Bethanie Mattek-Sands         | Paula Kania (Q)           | Mariana Duque Mariño      | Camila Giorgi            |

## Nhà vô địch

### Đơn

#### Đơn nam
- Andy Murray def.  Milos Raonic, 6–4, 7–6(7–3), 7–6(7–2)

- Serena Williams  def.  Angelique Kerber, 7–5, 6–3

### Đôi

#### Đôi nam
- Pierre-Hugues Herbert /  Nicolas Mahut def.  Julien Benneteau /  Édouard Roger-Vasselin, 6–4, 7–6(7–1), 6–3

#### Đôi nữ
- Serena Williams /  Venus Williams def.  Tímea Babos  /  Yaroslava Shvedova, 6–3, 6–4

#### Đôi nam nữ
- Henri Kontinen /  Heather Watson def.  Robert Farah /  Anna-Lena Grönefeld  7–6(7–5), 6–4

### Trẻ

#### Đơn nam trẻ
- Denis Shapovalov def.  Alex De Minaur, 4–6, 6–1, 6–3

#### Đơn nữ trẻ
- Anastasia Potapova def.  Dayana Yastremska, 6–4, 6–3

#### Đôi nam trẻ
- Kenneth Raisma /  Stefanos Tsitsipas def.  Félix Auger-Aliassime /  Denis Shapovalov, 4–6, 6–4, 6–2

#### Đôi nữ trẻ
- Usue Maitane Arconada /  Claire Liu def.  Mariam Bolkvadze /  Caty McNally, 6–2, 6–3

### khách mời

#### Đôi nam khách mời
- Greg Rusedski /  Fabrice Santoro def.  Jonas Björkman /  Thomas Johansson, 7–5, 6–1

#### Đôi nữ khách mời
- Martina Navratilova /  Selima Sfar def.  Lindsay Davenport /  Mary Joe Fernández, 7–6(7–5), 0–0r

#### Đôi huyền thoại
- Todd Woodbridge /  Mark Woodforde def.  Jacco Eltingh /  Paul Haarhuis, 6–2, 7–5

### Sự kiện xe lăn

#### Đơn nam xe lăn
- Gordon Reid def.  Stefan Olsson, 6–1, 6–4

#### Đơn nữ xe lăn
- Jiske Griffioen def.  Aniek van Koot, 4–6, 6–0, 6–4

#### Đôi nam xe lăn
- Alfie Hewett /  Gordon Reid def.  Stéphane Houdet /  Nicolas Peifer, 4–6, 6–1, 7–6(8–6)

#### Đôi nữ xe lăn
- Yui Kamiji /  Jordanne Whiley def.  Jiske Griffioen /  Aniek van Koot, 6–2, 6–2